# ING Arena
De ING Arena, ook gekend als Palais 12 / Paleis 12 is een overdekte arena in Brussel die wordt gebruikt voor concerten, spektakels en sportevenementen. Met een capaciteit van ongeveer 15.000 personen is het - op het Antwerps Sportpaleis en de Trixxo Arena in Hasselt na - de grootste zaal van België. Het gebouw, dat in het expositiepark Heysel gelegen is, werd oorspronkelijk gebouwd in 1989, maar werd opnieuw ontworpen en heropend in zijn huidige vorm in 2013. In september 2023 wijzigde de naam Paleis 12 in ING Arena.
Palais 12 vormt het begin van het NEO-project, dat als doel heeft om het Heizelplateau te renoveren tot een nieuwe, moderne, multifunctionele wijk in het noorden van Brussel.

## De locatie

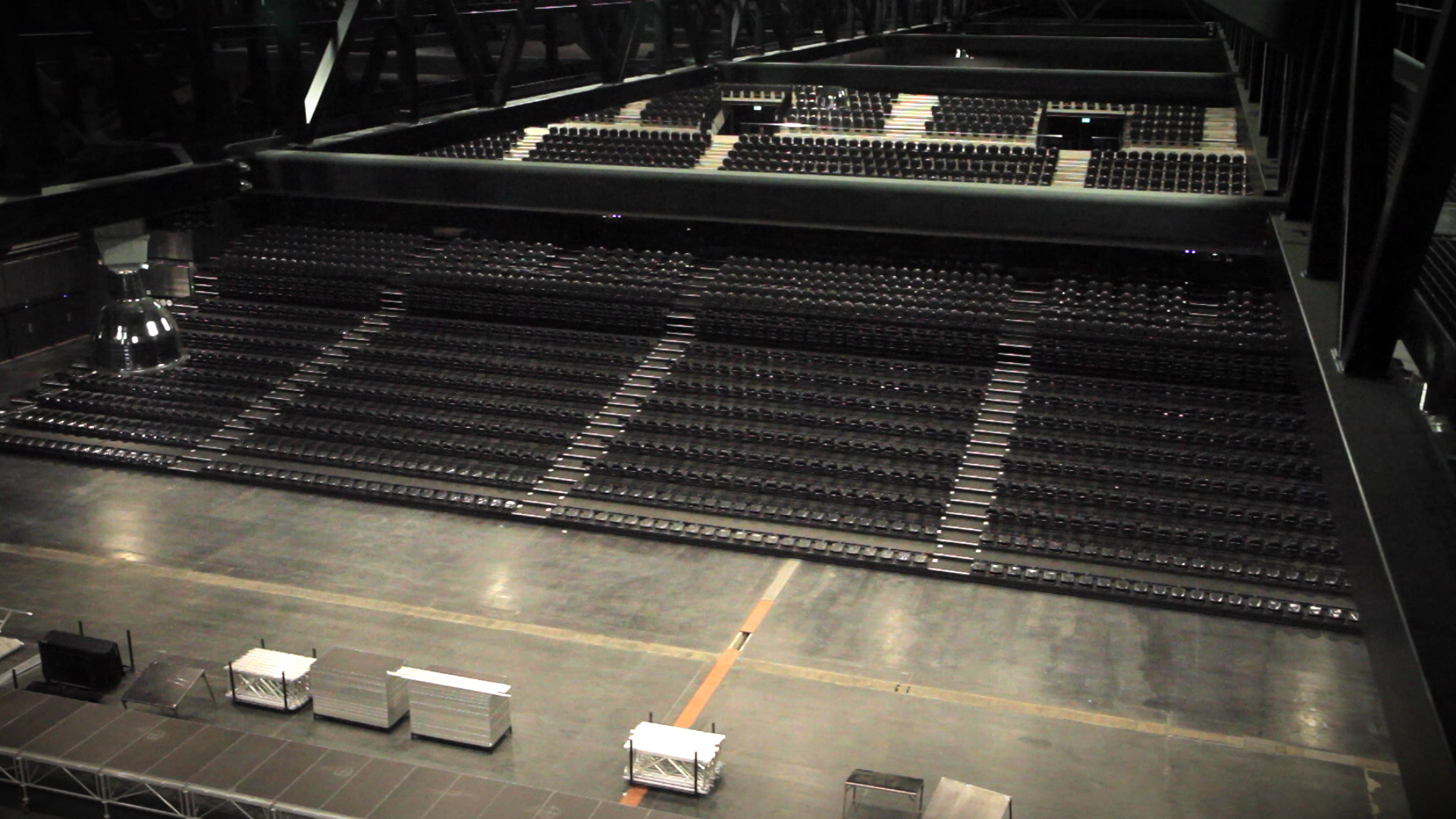
Binnenin de arena

Een lege concertzaal

Palais 12, gelegen op het Heizelplateau, organiseert grote evenementen, zoals grote concerten, conferenties, shows en grote sportevenementen voor een maximale capaciteit van 15.000 personen.

## Informatie
Met deze multifunctionele ruimte, die plaats biedt aan 2.500 tot 15.000 mensen, had Brussel een nieuwe locatie voor openbare shows en concerten in België. Het gebouw werd ontworpen voor alle soorten evenementen, van tentoonstellingen, congressen tot culturele en sportieve evenementen.

## Toegankelijkheid
De zaal is op verschillende manieren bereikbaar: de Brusselse Ring, de belangrijkste snelwegen, de luchthaven, het Zuidstation en het Centraal Station, gecombineerd met meer dan 12.000 parkeerplaatsen en een brede service van de OV-autoriteit: vier tramlijnen, één metrolijn en drie buslijnen.

## Evenementen
2013: David Guetta, Mylène Farmer, Elton John, Indochine, Riverdance
2014: Stromae, Scorpions, Kylie Minogue, Drake, André Rieu, Il Divo, Peter Gabriel, Calogero, John Newman, Elbow
2015: Ennio Morricone, Nicki Minaj Johnny Hallyday, Santana, Eros Ramazzotti Major Lazer, André Rieu, Supertramp, Oscar and the Wolf, Violetta, Shaka Ponk, Editors, The Prodigy, Faithless, 2015 League of Legends Wereldkampioenschap Soy Luna
2016: Massive Attack, Muse, Hans Zimmer, Fcknye Festival, Johnny Hallyday
2017: Martina Stoessel, Julien Doré, halve finale van de Davis Cup, Shawn Mendes, André Rieu
2018: Bigflo & Oli, Indochine, Soy Luna, Bryan Adams, Maluma, Enrique Iglesias, Damso
2019: Take That; Twenty One Pilots, Angèle, Bigflo & Oli, Ninho, Burna Boy, Lenny Kravitz, Daddy Yankee, Soprano, Swan Lake on water, Rilès, NTM, La Demence, Star Wars in concert, Nicki Minaj, Eddy De Pretto, Blue Planet II, Daddy K, Cats, Maitre Gims, The world of Hans Zimmer, de Mia's, Massive Attack
2020: Angèle, JR, Dadju, Vald, Diana Ross, Vitaa & Slimane
2022: Finale van De Mol, Vald, OrelSan, Rave Rebels, Machine Gun Kelly, Ninho, Nicky Jam, 5 Seconds of Summer, James Blunt, Stromae, Within Temptation,Evanescence, Lil Nas X
2023: Eurosong, Het gala van de gouden K's, Cirque du Soleil, Lomepal, Stromae, Chris Brown, ...
2024: Kygo, Justice, J Balvin, Hans Zimmer, James Blunt, Loïc Nottet, ...
2025: Indochine, Sabrina Carpenter, The Offspring, ATP-tennistornooi European Open, ...
In Paleis 12 werden van 2017 tot en met 2023 de belangrijkste muziekprijzen van België uitgedeeld: de MIA's